# No More

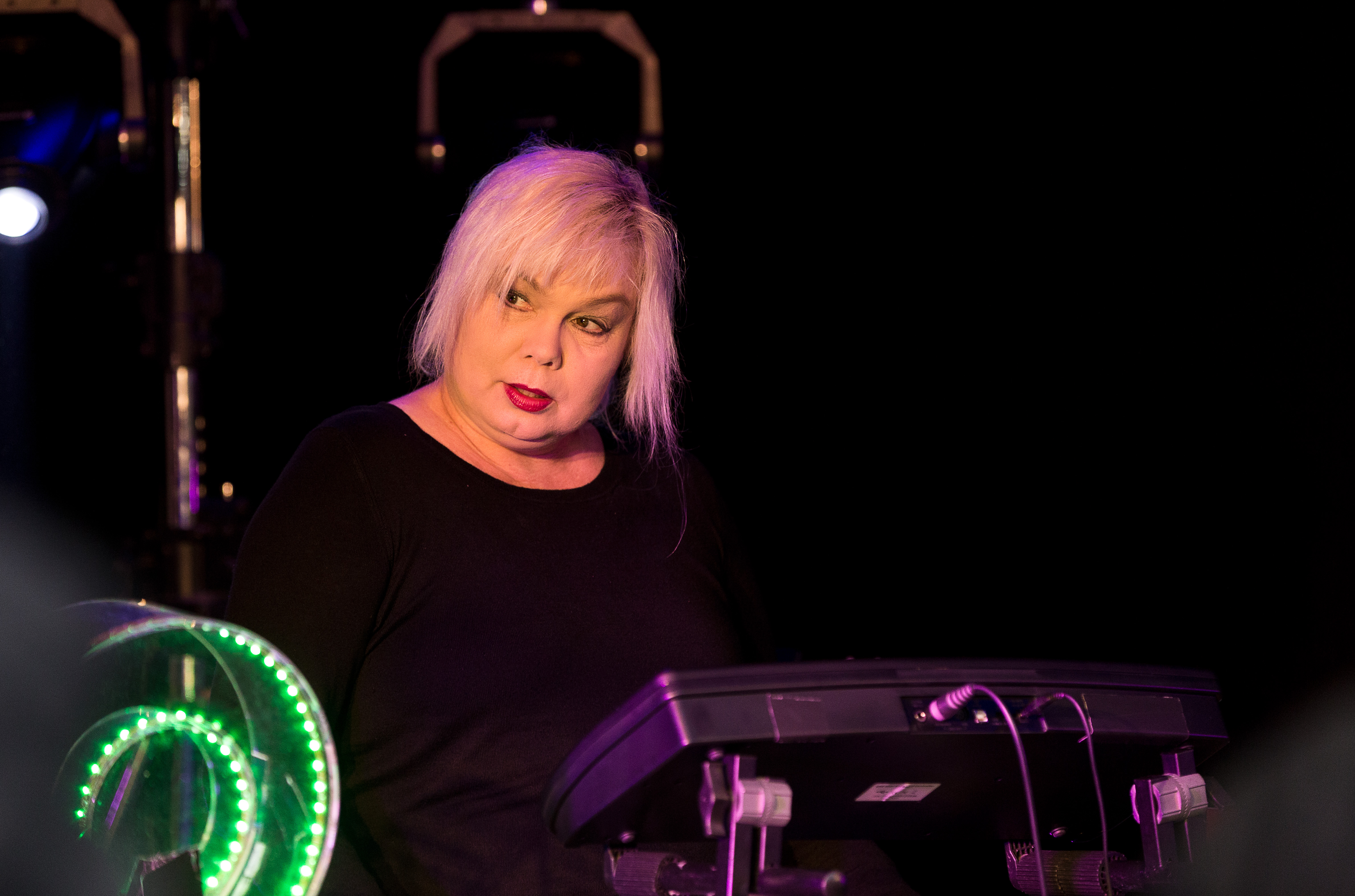
Tina Sanudakura auf dem 10. Nocturnal Culture Night Festival 2015

No More ist eine Band aus Kiel, die 1979 gegründet wurde. Die Wurzeln der Band liegen im frühen Post-Punk-/No-Wave-Umfeld.

## Geschichte
No More wurde im Sommer 1979 von Andy A. Schwarz (Gesang, Gitarre, Bass), Tina Sanudakura (Synthesizer), Christian Darc (Schlagzeug, Gesang) und Thomas Welz (Bass, Gesang) in Kiel gegründet. Die erste Veröffentlichung von No More war die 7″-Single Too Late im Jahre 1980 und wurde in einer Waschküche und dem angrenzenden Keller-Probenraum aufgenommen. Nachdem Thomas Welz die Band Ende 1980 verließ, arbeiteten No More bis Ende 1983 als Trio. Das 1981 veröffentlichte Lied Suicide Commando (nach dem sich die belgische Band Suicide Commando benannte) ist bis dato der größte Erfolg von No More. Der New Musical Express beschrieb Suicide Commando 1981 als „suitable German electro fashion“, jedoch verbreitete sich das Lied in den folgenden Jahren genre- und szeneübergreifend. In den 1990er Jahren entdeckten ihn Techno- und Electrofans für sich, als er von DJ Hell und Echopark remixt wurde.
1982 veröffentlichten No More die 10"-Mini-LP A Rose Is a Rose. Dem New Musical Express schien die Musik von Leuten gemacht worden zu sein, „who seem to have fallen out of Lou Reeds Berlin album“. Nach A Rose Is a Rose gingen No More neue Wege. Der neue Stil war eine Mischung aus Dark Wave und orientalischen Elementen. No More gingen anschließend auf ausgedehnte Tourneen durch Deutschland und die Benelux-Staaten. Nach einer kurzen Zusammenarbeit mit der Bassistin Yvonne Pfeifer stieß 1984 Thorsten Hartung zur Band.
Ende 1986, nach den Aufnahmen zur LP Hysteria, beschlossen No More, getrennte Wege zu gehen.
Tina Sanudakura und Andy A. Schwarz formieren nach der Trennung das Projekt Nijinsky Style, das sich stilistisch zwischen Chanson, Walzer und Tango bewegt.
2006 veröffentlichten No More in der Besetzung Tina Sanudakura und Andy A. Schwarz mit auf dem Compilation-Album Remake / Remodel erstmals neue Lieder. Seit Ende 2008 treten No More wieder live auf und veröffentlichten 2010, 2012 und 2015 die Alben Midnight People & Lo-Life Stars, Sisyphus und Silence & Revolt.

## Diskografie

### Alben und EPs
- 1982: A Rose Is a Rose (10″-Mini-LP, Too Late Records)
- 1984: Laughter in the Wings (12″-Mini-LP, Wishbone Records)
- 1986: Different Longings (12″-EP, Roof Records)
- 1987: Hysteria (LP, Roof Records)
- 1990: 7 Years – A Compilation 1979–1986 (LP/CD, Roof Records)
- 2005: Dreams (LP, Vinyl On Demand)
- 2006: Remake / Remodel (2er CD, Roof Music)
- 2010: Midnight People & Lo-Life Stars (CD, Rent A Dog Records)
- 2010: 7 Years – A Compilation 1979-1986 Re-Issue + ltd. Boxset (CD, Rustblade Records, Italien)
- 2010: Live At The Blue Shell (EP, nur digital, Rent A Dog Records)
- 2012: Sisyphus (CD, Rent A Dog Records)
- 2012: Dreams Deluxe – Early Recordings 1980-82 (2er CD, Vinyl On Demand)
- 2013: The Return of the German Angst (Mixtape, nur digital, Rent A Dog Records)
- 2015: Silence & Revolt (CD, Rent A Dog Records)
- 2020: The End Of The World (EP, 12″-Vinyl, limitiert, Rent A Dog Records)
- 2020: The End Of The World (CD, art edition, limitiert)
- 2021: W.K.V.B.Z. - Sketches Of An Imaginary Soundtrack (CD, Kassette, digital)
- 2021: The Box (2-CDR-Box: "Laughter In The Wings" (1984) & "Hysteria" (1987) )
- 2022: Paris Blue (double a-side single, digital only)
- 2022: Sleepers And Trains (single, digital only)
- 2022: Kissin' In The Blue Dark (double-album (2-CD-Set))

### Singles
- 1980: Too Late (7″-Single, Too Late Records)
- 1981: Suicide Commando (7″-Single, Too Late Records)
- 1984: Suicide Commando (12″-Single, Roof Records / Wishbone Records)
- 1985: Do You Dream of Angels in This Big City? (12″-Single, Roof Records)
- 2010: Sunday Mitternacht / A Rose Is a Rose (7″-Single, Rent A Dog Records)
- 2012: All Is Well – Senza Macchia / The Grey (nur digital, Rent A Dog Records)
- 2012: Hypnotized / Take Me to Yours (nur digital, Rent A Dog Records)
- 2015: Suicide Commando (12″-Single Re-Issue, Mannequin Records, Italien)
- 2015: Stardust Youth (nur digital, Rent A Dog Records)
- 2018: Out Of The Window / The Great Masturbator (7″-Single, Echoplay, Deutschland)
- 2018: NO MORE & Psyche Ghosts Of The Past (3×File, AIFF, Single, Psyche Enterprises, Deutschland)
- 2019: NO MORE's 123456789 remixed by baze.djunkiii & Herr Brandt (7″, S/Sided, Ltd, col, [El Caballo Semental], Deutschland)
- 2020: Descending / a.e.s. (Single, nur digital)
- 2021: Into A Dream – vocal version (Single, digital)

- 1991: Suicide Commando – The Mc Goniggle Dance Mix (CD-EP, Rude Records)
- 1998: DJ Hell – Suicide Commando (CD/12″-Single/LP, V2 Records)
- 1998: Echopark presents No More – Suicide Commando (12″-Single/CD, Eastwest Records / Fuel)
- 2005: Vitalic – Suicide Commando (auf VA – Colette No. 7, 2er CD, Colette Frankreich)
- 2010: Various Artists – Sunday Mitternacht Remixes (CD, Rent A Dog Records)
- 2022: Suicide Commando (7" Vinyl, Ltd. Ed. in black, grey, clear red purple)

### Kompilationen
- 1981: The Wonderful World Of Glass Vol. One (LP, Glass Records, Großbritannien)
- 1989: About New Beat (Past & Present) (2×12″-EP, MG Records, Belgien)
- 1991: New Wave Club Classix 2 (CD, Antler Subway Records, Belgien)
- 1991: German Mystic Sound Sampler – Indie Classics Volume II (LP, Zillo, Deutschland)
- 1994: Godfathers Of German Gothic 1980-1985 (CD, Sub Terranean, Deutschland)
- 1998: EBM Club Classics Vol. 1 (2×CD, SPV, Deutschland)
- 2003: Aktion Mekanik (2×LP/2×CD, Music Man Records, Belgien)
- 2003: New Deutsch (2×LP/2×CD, Gigolo Records, Deutschland)
- 2005: Colette No 7- (2 CDs, Colette, Frankreich)
- 2008: 100 % New Wave (5 CDs, Belgien)
- 2008: Saturator (CD, Saturator, Polen)
- 2009: M’era Luna Festival Compilation (2 CDs, Deutschland)
- 2009: Sinner's Day 09 – New Wave Club Class X Box (3 CDs, Belgien)
- 2009: 12.72 Mix#3 by Lil!Mike (USB-Stick, 12.72, Frankreich)
- 2010: Bustin‘ Out (CD, Future Noise Music, Year Zero, Großbritannien)
- 2010: Lima El3ctronica Vol 1 (CD, Tacuara Records, Peru)
- 2011: German Punk & Wave 78–84 Vol.1 (Vinyl Box, Vinyl On Demand, Deutschland)
- 2011: Sparkles In The Dark Vol. I (nur digital, Dark Italia, Italien)
- 2014: Pagan Lovesongs (Antitainment Compilation Vol. III, Deutschland)
- 2014: A Rose Is A Rose (LP, Dark Entries, USA)
- 2016: Touchlight Buddhas (Vinyl-LP, digitales Album, kuratiert von DIRK IVENS, Belgien)
- 2019: Love, Noise & Paranoia – 40 Years Anniversary Compilation (Vinyl-LP mit 11 Stücken; CD mit 20 Stücken; Vinyl mit Download Code für alle Songs zzgl. 3 Bonus-Tracks, rent a dog, Deutschland)